# Gonatium dayense
Gonatium dayense là một loài nhện trong họ Linyphiidae.
Loài này thuộc chi Gonatium. Gonatium dayense được Eugène Simon miêu tả năm 1884.